# 1+1 Україна
«1+1 Україна» — загальноукраїнський телеканал. Входить до медіаконгломерату «1+1 Media». Був створений шляхом переоформлення ліцензії спорідненого міжнародного телеканалу «1+1 International».

## Історія
15 грудня 2022 року Національна рада України з питань телебачення і радіомовлення переоформила ліцензію «1+1 International», змінивши назву на «1+1 Україна». Телеканал є фактично дублером флагманського телеканалу «1+1». Програмна сітка складається із програм, фільмів і серіалів «1+1».
22 грудня НацРада видала тимчасовий дозвіл на мовлення «1+1 Україна» на період воєнного стану в Україні на мовлення в мультиплексі МХ-2 цифрової етерної мережі DVB-T2 терміном на 1 рік.
Телеканал розпочав мовлення 24 грудня. Водночас, «1+1 International» продовжив самостійне супутникове мовлення.
23 листопада 2023 року телеканал став переможцем конкурсу на отримання ліцензії на мовлення в MX-2 цифрової етерної мережі DVB-T2 юридичною особою ТОВ «Віжн 1+1».
1 лютого 2024 року регулятор переоформив логотип юридичної особи ТОВ «ТРК „Студія 1+1“» для супутникового мовлення з «1+1 Україна» на «1+1 Марафон». Водночас, «1+1 Україна» змінив юридичну особу на ТОВ «Віжн 1+1».
11 липня того ж року телеканал став переможцем конкурсу на отримання ліцензії на мовлення в MX-1 цифрової етерної мережі DVB-T2 під логотипом «1+1 Україна+», 8 серпня змінив логотип на «1+1 Україна», а наступного дня — перейшов з MX-2 на MX-1.
16 липня 2025 року Міністерство культури та інформаційної політики України надало каналу статус критично важливого. Таким чином його працівники можуть бути заброньовані від мобілізації.

## Логотипи
Телеканал змінив 1 логотип. Теперішній — 2-й за ліком.
| Логотип | Опис |
| ------- | --- |
|         | З 24 грудня 2022 до 16 червня 2024 року логотипом були дві білі одиниці та білий плюс, під якими знаходився напис «УКРАЇНА». Логотип був непрозорим. Знаходився у правому верхньому куті екрана.                                                                                   |
|         | Із 17 червня 2024 року використовується той самий логотип, але слово «УКРАЇНА» стало напівпрозорим і змінило шрифт. Знаходиться там само. З 24 серпня того ж року логотип виблискує під час переходу на коротку рекламу тривалістю 15-30 секунд між частинами програми та анонсів. |

## Мовлення

### Супутникове мовлення
| Супутник         | Стандарт | Частота | Символьна швидкість | Поляризація       | FEC | Формат зображення | Помітки | Кодування |
| ---------------- | -------- | ------- | ------------------- | ----------------- | --- | ----------------- | ------- | --------- |
| Astra 4A (4.8°E) | DVB-S2   | 11766   | 30000               | горизонтальна (H) | 2/3 | MPEG-4            | EPG     | FTA       |
| Astra 4A (4.8°E) | DVB-S    | 12130   | 27500               | вертикальна (V)   | 3/4 | MPEG-2            |         | FTA       |

### Етерне цифрове мовлення
| Канал | Мультиплекс | Стандарт | EPG        | Формат мовлення |
| ----- | ----------- | -------- | ---------- | --------------- |
| 2     | MX-1        | DVB-T2   | Green tick | SD 576i 16:9    |

## Наповнення етеру

### Програми
- Анатомія дива
- Аргумент кіно
- Вечірній Квартал
- Говорить вся країна
- Життя відомих людей
- Життя після шрамів
- Імперія кіно
- Клуб 1%
- Колесо Фортуни
- Міняю жінку
- Мольфар
- Музична платформа (раніше — на каналі «Україна»)
- Одруження наосліп
- Світ навиворіт з Дмитром Комаровим
- Світ навиворіт. Україна
- Сніданок з 1+1
- Учениця мольфара

#### Архівні програми
- Велике коло
- Вражаючі історії ТСН
- Голос країни
- Жіночий квартал
- Ліга сміху
- Мандруй Україною з Дмитром Комаровим
- Марічка
- Мосейчук+
- Пісня мого життя
- Реальна історія з Акімом Галімовим
- Сімейні мелодрами
- Сніданок. Вихідний
- Таємне життя матрьошки
- Хоробрі серця
- VIP з Наталією Мосейчук

### Документальні фільми
- 20 днів у Маріуполі
- Берегині на війні
- Битва за Київ
- Бригада
- Володарі неба
- Вічний мир
- Вулиця Яблунська
- Довга доба
- Історія України. Відновлення правди
- Лютий день очима 1+1
- Озброєні піснею
- Останній бій
- Побачити дно
- Повернення
- Рашизм. Історія хвороби
- Рік
- Розвідка у голові диктатора
- СБУ. Спецоперації перемоги
- Символ і воля
- Справжня історія
- Таємниці великих українців
- ТСН: Особливий погляд
- Україна. Повернення своєї історії
- Україна майбутнього. Переграти агресора
- Чат війни. Мощун
- Щоденник Монастирського

### Серіали

#### Українські
- Артистка
- Батьківський комітет
- Біженка
- Випадкових зустрічей не буває
- Все одно ти будеш мій
- Гроза над Тихоріччям
- Дівчина з персиками
- Жіночий лікар. Нове життя
- Закохай мене, якщо зможеш
- Катерина
- Ключі від правди
- Колишня
- Коло омани
- Лікарка за покликанням
- Ловець снів
- Материнський інстинкт
- Мишоловка для кота
- Моє кіно
- Моя улюблена Страшко
- Не можу забути тебе
- Невістка
- Ніхто не ідеальний
- Новорічна шкереберть
- Обіцянка Богу
- Папараці
- Папік
- Парочка слідчих
- Перші дні
- Поклик кохання
- Потяг
- Продовження роду
- Реванш
- Сталеві нерви
- Танець метелика
- Тільки живи
- Тут і тепер
- Хазяйка
- Хазяїн
- Хазяїн 2. На своїй землі
- Центральна лікарня
- Ціна втечі
- Шанс на кохання
- Школа
- Шлях додому
- Шпиталь
- Якщо кохаєш — скажи

#### Іноземні
- Величне століття: Роксолана
- Доктор Хаус
- Допоможи мені, Тодд
- Крила кохання
- Лікарня «Новий Амстердам»
- Метод Булла
- Морська поліція: Лос-Анджелес
- Невірний
- Новобранець
- Острів яхт і таємниць
- Свати. Абсолютно польська історія
- Слідство веде Аврора
- Слідство веде Детектив Гурман
- Слідство веде Емма Філдінг
- Слідство веде Рубі Герінг
- Слов'яни
- Слуга польського народу
- Таємниці ідеальних фото
- Таємниці кросвордів
- Теорія і практика детективу
- Фарба, ножиці та вбивство
- Хороший лікар

#### Мультсеріали
- Козаки. Футбол
- Крихітка Кро

## Ведучі
- Алла Мазур
- Наталія Мосейчук
- Руслан Сенічкін
- Людмила Барбір
- Неля Шовкопляс
- Єгор Гордєєв
- Юрій Горбунов
- Катерина Осадча
- Тимур Мірошниченко
- Віра Кекелія
- Дмитро Комаров
- Валентина Хамайко
- Олександр Попов
- Олексій Суханов
- Акім Галімов
- Марічка Падалко